# آوای غیب
آوای غیب فیلمی به کارگردانی و نویسندگی سعید حاجی میری ساختهٔ شده در سال ۱۳۶۲ است.

## بازیگران
- علی اصغر مهرجویی
- عبدالرحمان شاهینیان
- سعید عراقی